# Desa Bangsereh (administrativ by i Indonesien, lat -6,94, long 112,96)
Desa Bangsereh är en administrativ by i Indonesien.   Den ligger i provinsen Jawa Timur, i den västra delen av landet, 700 km öster om huvudstaden Jakarta. Desa Bangsereh ligger på ön Madura.